# Mucocele
Mucocele é nome dado a uma lesão cística benigna (normalmente contendo saliva em seu interior), assintomática e causada pelo rompimento do ducto de glândulas salivares menores da cavidade bucal. Geralmente é causado por um trauma local. A sua coloração é variada, podendo ser azulada, transparente, e em alguns casos, rosada. A mucocele é geralmente encontrada mais em crianças e adultos jovens.

## Localizações
A localização mais comum para se encontrar uma mucocele é a superfície do lábio inferior. Também pode ser encontrado no revestimento interno da bochecha, no ventre da língua e no assoalho da boca. Quando encontrada no assoalho da boca, a mucocele recebe a denominação de rânula. São raramente encontradas no lábio superior.

## Características
O tamanho das mucoceles variam de 1 mm a vários centímetros. A sua duração pode ser de dias a anos, e pode ocorrer inchaço recorrente com ocasional ruptura de seus conteúdos.

## Histologia

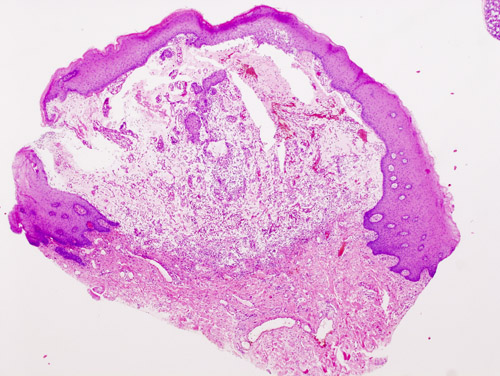
Lâmina histológica mostrando o extravasamento seroso característico (corado por H & E).

Microscopicamente, as mucoceles apresentam-se como um tecido de granulação envolvendo mucina. Como a inflamação ocorre concomitantemente, neutrófilos e histiócitos geralmente estão presentes.

## Tratamento
Algumas mucoceles resolvem-se espontaneamente após um curto período. Outras são crônicas e exigem remoção cirúrgica total ou marsuapialização (remoção do teto da lesão). Pode ocorrer recidiva, sendo necessário, nestes casos, a remoção de glândula salivar adjacente como medida preventiva.